# Alone in the Dark 3
Alone In The Dark 3 é a 3ª parte do jogo Alone In The Dark criado pela Infogrames. O videogame foi lançado em 1994. A versão de Windows 95 do jogo foi lançada em 1996, sob o nome de Alone In The Dark: Ghosts In Town. O guia oficial para o jogo (Alone In The Dark 3: O Guia de Estratégia Oficial) foi escrito por Steve Schwartz em cooperação com a Infogrames e publicado pela Editora Prima.

## Sinopse
É o ano de 1926 e após o sucesso de Edward Carnby em seus dois últimos inquéritos, um jornalista o apelidou de "Private Surpernatural Eye". Desta vez, ele é chamado para investigar o desaparecimento de uma equipe de filmagem em uma cidade fantasma conhecida pelo nome de Slaughter Gulch localizada no deserto de Mojave, na Califórnia. Entre os desaparecidos está Emily Hartwood, sobrinha de Jeremy Hartwood do primeiro jogo. Edward logo descobre que uma maldição tomou conta da cidade, e um cowboy malvado chamado Jed Stone é o vilão e o responsável pelo desaparecimento da equipe. Espreitando em torno da cidade estão muitos atiradores, garimpeiros dementes e sedentos de sangue, e almas perdidas que Edward deve afastar tanto com a sua força e também com sua inteligência.

## Jogabilidade
O tema principal deste jogo é o Velho Oeste, com Carnby sendo confrontado em uma cidade repleta de bandidos cowboys zumbis que o atacam com revólveres e espingardas de alavanca. Mais tradicionalmente estúpidos, os zumbis começam a aparecer no meio do jogo. No final do jogo, o conceito de mutação radioativa desempenha um papel significativo na história e o jogador acaba lutando contra criaturas monstruosas criadas a partir da radiação.

## Sequências
- Alone In The Dark: The New Nightmare
- Alone In The Dark (2008)